# مولي هولي
مولي هولي (بالإنجليزية: Molly Holly)‏ هي مصارعة محترفة أمريكية، ولدت في 7 سبتمبر 1977 في فورست ليك في الولايات المتحدة.

## وصلات خارجية
- الموقع الرسمي
- مولي هولي على موقع دبليو دبليو إي (الإنجليزية)
- مولي هولي على موقع WrestlingData.com (الإنجليزية)
- مولي هولي على موقع CageMatch worker (الإنجليزية)
- مولي هولي على موقع قاعدة بيانات المصارعة على الإنترنت (الإنجليزية)
- مولي هولي على موقع عالم المصارعة على الإنترنت (الإنجليزية)
- مولي هولي على موقع عالم المصارعة على الإنترنت (الإنجليزية)
- مولي هولي على موقع IMDb (الإنجليزية)
- مولي هولي على موقع قاعدة بيانات الفيلم (الإنجليزية)